# 罗德里格旋转公式

羅德里格旋轉公式的向量几何表示，在图中向量被分解为两个分量，其中一个分量平行于向量，另一个垂直于向量。

在三維旋轉理論體系中，羅德里格旋轉公式是在給定轉軸和旋轉角度後，旋轉一個向量的有效算法。这个公式以歐林·羅德里格命名。羅德里格于1840年发表此公式。
如果{\displaystyle v}是在{\displaystyle \mathbb {R} ^{3}}中的向量，{\displaystyle k}是与轉軸同向的單位向量，{\displaystyle \theta }是{\displaystyle v}绕{\displaystyle k}的右手方向旋轉经过的角度，那羅德里格旋轉公式表達為：
{\displaystyle \mathbf {v} _{\mathrm {rot} }=\mathbf {v} \cos \theta +(\mathbf {k} \times \mathbf {v} )\sin \theta +\mathbf {k} (\mathbf {k} \cdot \mathbf {v} )(1-\cos \theta ).}